# Antarchaea apicata
Antarchaea apicata là một loài bướm đêm trong họ Noctuidae.